# Hellewi Kullman
 (juillet 2020).
Le contenu est difficilement compréhensible vu les erreurs de traduction, qui sont peut-être dues à l'utilisation d'un logiciel de traduction automatique.
 [[Catégorie:Traduction à revoir|]]
Sigrid Hellewi Kullman, née le 24 janvier 1861 à Göteborg et morte le 19 avril 1903 au même endroit, est une artiste peintre suédoise. Elle était spécialisée dans la peinture du paysage, du portrait, en particulier l'aquarelle, le pastel et aussi la sculpture.
Elle a signé ses œuvres avec soit le nom complet en cursive soit avec les lettres HK. Elle a été l'un des peintres suédois de Skagen, relativement peu nombreux, au tournant des années 1900.

## Biographie
Elle était la fille de Eduard Kullman, homme de loi à Göteborg, et de sa femme Amélie née Lange. Les Kullmans descendaient d'une vieille famille de marchands de Göteborg. Son père a travaillé comme avocat et juge près de 50 ans. Il était et une figure bien connue dans la ville. Il était spécialisé dans les affaires maritimes et s'est consacré à la pêche et à la chasse en mer pendant son temps libre. Son intérêt pour la mer se reflète dans l'art de sa fille.
La famille vivait dans un secteur de Göteborg, l'ancien Rosengård, qui se trouvait à l'adresse actuelle du 10, South Road. Hellewi est restée célibataire, elle est morte de méningite à seulement 42 ans.

## Vie artistique à Göteborg
La vie de Hill[Qui ?] coïncide avec le développement artistique à Göteborg. Les amateurs S.A. Hedlund (en) et Viktor Rydberg sont venus à Göteborg pour commercer et Sjöfartstidning comme journaliste[pas clair] au Göteborgs Handels- och Sjöfartstidning. Göteborg Art a été fondée en 1854, le musée de Göteborg en 1861. L'école-musée en 1865, l'école de peinture en 1869 et la Société L'étincelle en 1878.
La première exposition de l'impressionnisme a lieu à Paris en 1874. Une exposition d'art nordique a lieu à Göteborg en 1881 avec des centaines d'œuvres exposées de toute la région nordique. Ce fut la première dans le style des grands salons à l'étranger. Ce fut un énorme succès et une percée pour la nouvelle peinture en plein air. 
Amateur d'art, Pontus Fürstenberg (en) est devenu, par son mariage en 1880 avec Göthilda Magnus (sv), capable d'agir en tant que mécène et collectionneur. Il a contribué de manière décisive au développement du Palais des Beaux-Arts. L'établissement a été construit en 1886.

## Étudiante de Carl Larsson aux Beaux-Arts
Comme une autre peintre de Göteborg Skagen, Julia Strömberg (sv), Kullman a probablement suivi ses premières leçons de dessin et de peinture au Musée de Göteborg dans les années 1870. Le peintre et illustrateur Fredrik Wohlfart faisait à l'époque partie du personnel enseignant.
Carl Larsson est à la tête de l'école d'art Valand dans les années 1886-88 et 1891-93. Hellewi Kullman a été parmi les élèves de la première période des beaux-arts avec Carl Larssons.
Carl Larsson a fait des commentaires assez désagréables au sujet de ses étudiantes à Valand. Il les décrit comme étant paresseuses, des filles de bonne famille qui voulaient se distinguer. Kjell Hjern, historien de l'art, a estimé que ces commentaires étaient dus au complexe prolétarien de Larsson pour la bourgeoisie et ses vues négatives sur l'émancipation des femmes en général.

## En France, au milieu des années 1890
En 1894-1895, Hellewi Kullman était en France. Elle a étudié à Paris et elle a peint en Picardie. Henri Gervex, habile portraitiste et Alfred Philippe Rouleau, spécialiste de la technique du pastel étaient ses professeurs. Denys Puech lui a enseigné la sculpture. Tous les trois étaient importants, des artistes bien établis avec une grande réputation. Ce dernier a été professeur à l'Académie Julian, il a été le premier à permettre aux femmes de peindre des modèles nus.
Ils ont été les pionniers qui ont participé à la formation de la Société Nationale des Beaux-Arts et ont dirigé le Salon du Champ-de-Mars qui était ouvert aux artistes étrangers, par opposition à l'ancien salon, le Salon des Champs-Élysées. Le développement de l'art en France fut important au cours de ces années en particulier en 1895 avec Pierre Puvis de Chavannes et son symbolisme, au centre de la grande fête des artistes à Paris.

## À Skagen
Hellewi Kullman peint à Skagen plusieurs étés. Signés et datés Skagen, les tableaux sont de 1896, 1898 et 1901. Un certain nombre de travaux non datées peut être d'autres années. Selon une source, elle a vécu à Skagen, dès 1884, sans certitude. La littérature de l'art danois témoigne de sa présence.
Ainsi, écrit Karl Madsen dans son livre « Musée og Skagen Skagen Malere » : « ... Mlle Helvig Kulman (qui) n'osait pas peindre sur la plage quand sa sœur ne la protégeait pas des curieux ... ». (Hellewi Kullman avait deux sœurs mariées : Amélie Amnell et Ragnhild Maria Isabella mariées Kullberg.)
Walter Schwartz écrit dans son livre " Skagen dans l'art nordique " : « les artistes suédois étaient des femmes ..... Julie Strömberg et Hedvig Kulmann ».
Les femmes artistes à Skagen étaient peu nombreuses. On cite les résidentes Anna Ancher et Marie Krøyer qui précède HK, Julia Strömberg dans les années 1880, la suédoise Anna Palm De Rosa et Märta Tynell, la norvégienne Lili Somme, la finno-suédoise Hanna Rönnberg et l'austro-anglaise Marianne Stokes (née Marianne Preindlsberger).

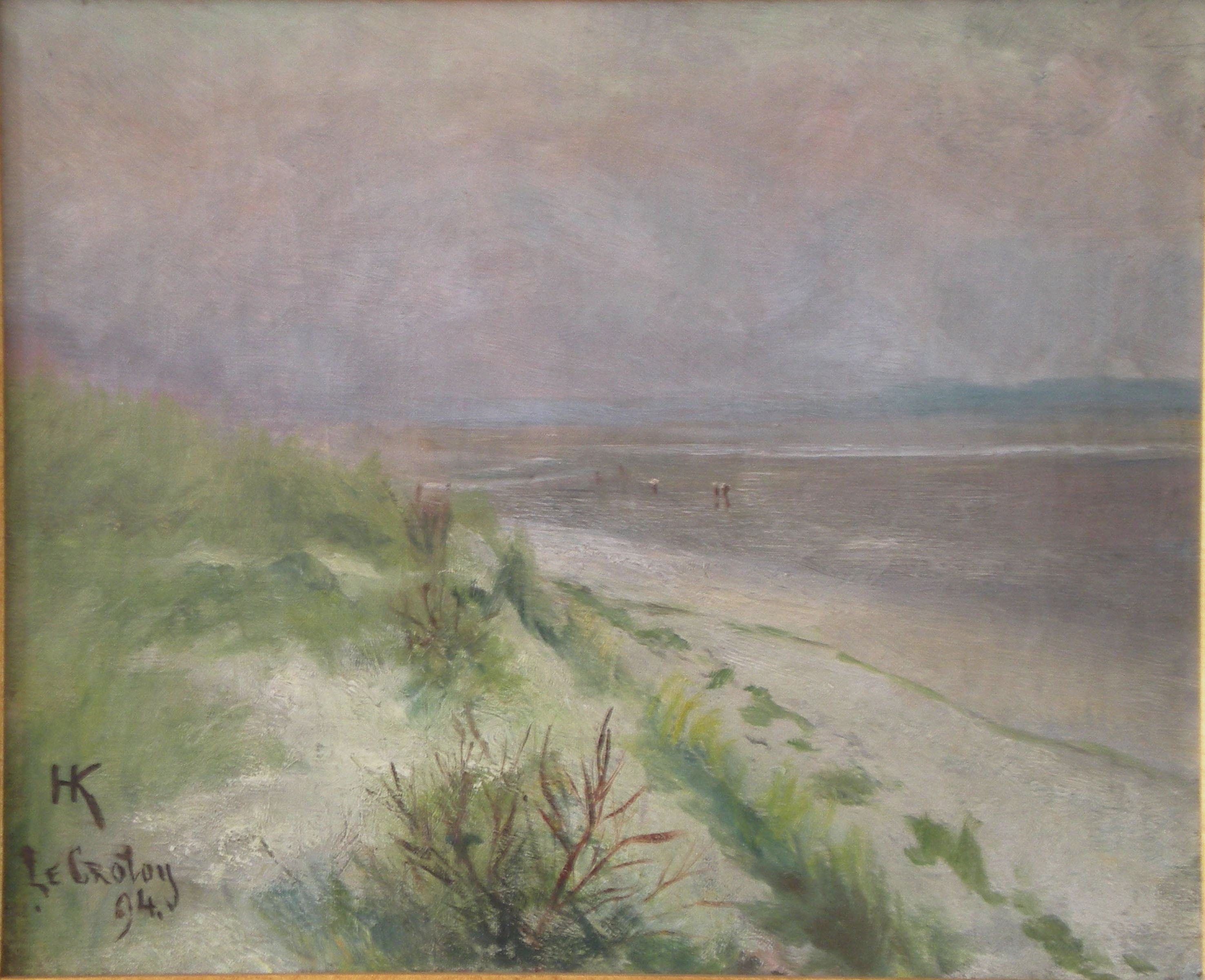
Le Crotoy, Somme, France, 1894.
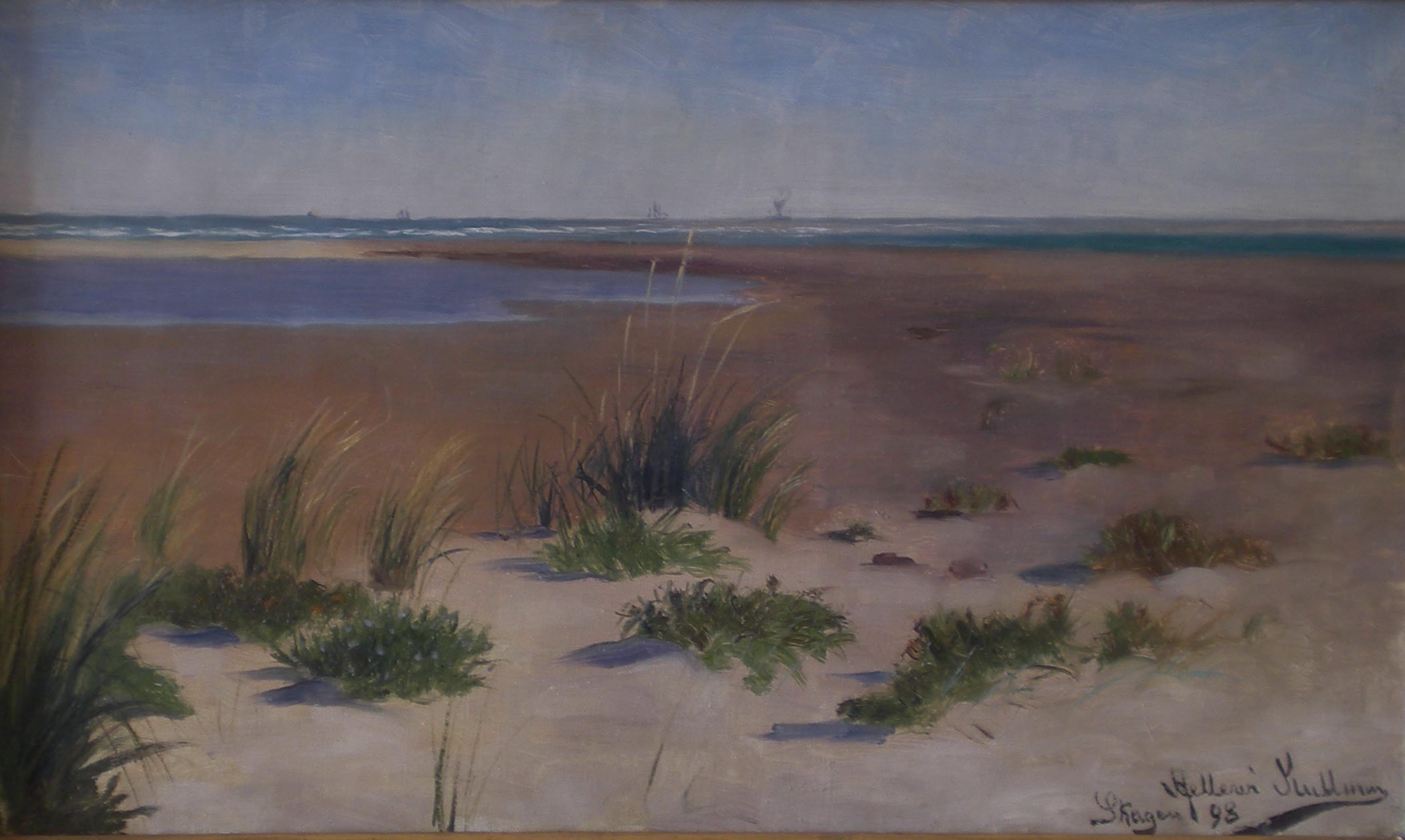
Skagen Grenen, Danmark, 1898.
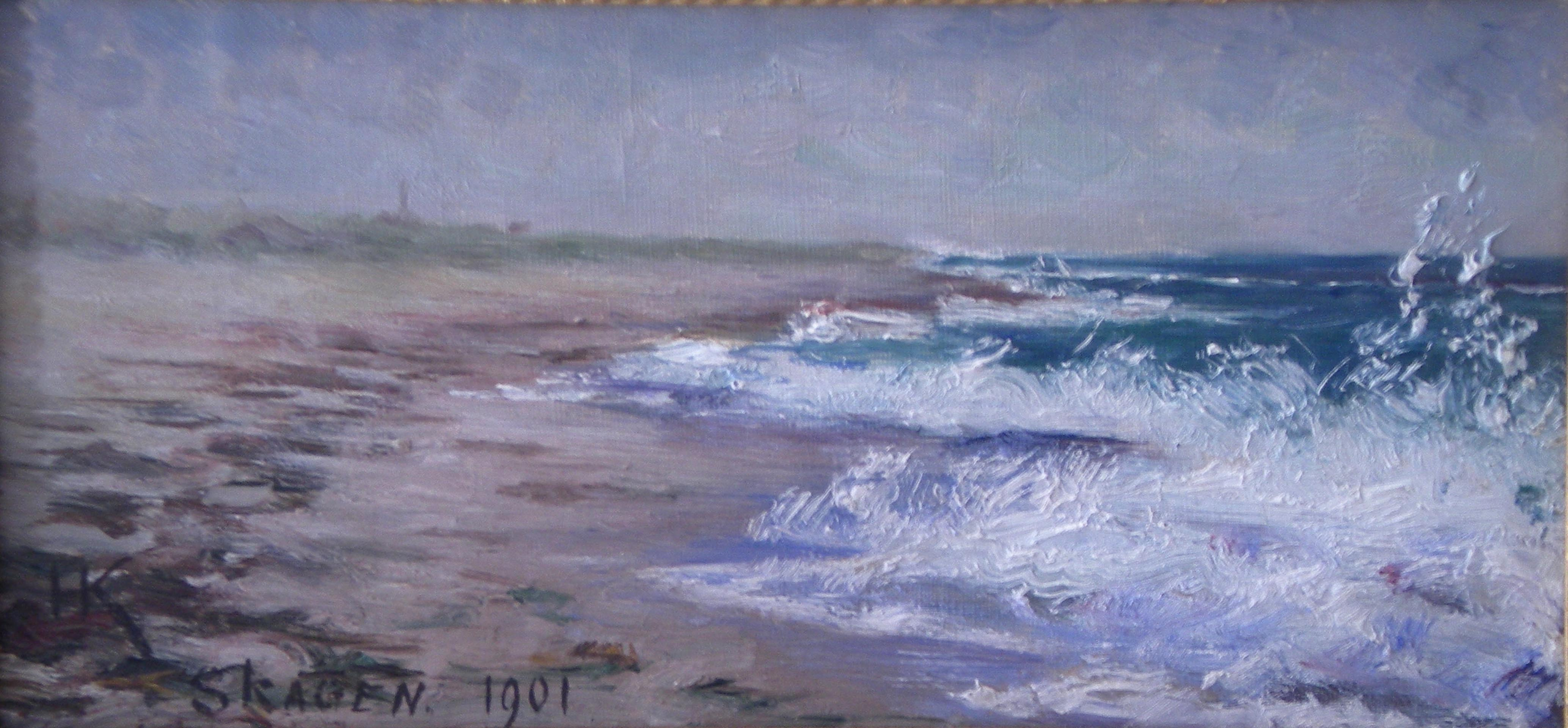
Sönderstrand, Skagen, 1901.